# Predação

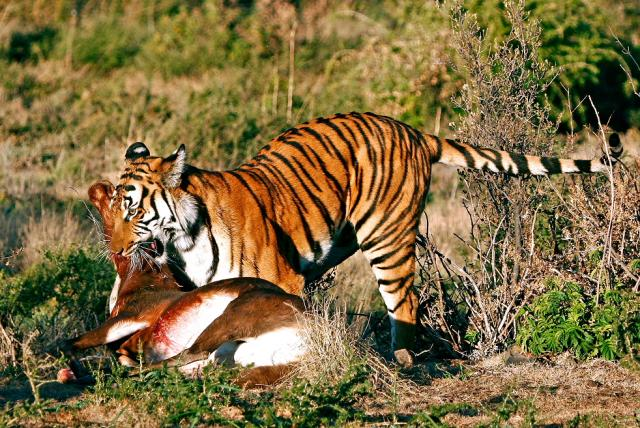
Um tigre-do-sul-da-china com sua presa.

A Predação são relações ecológicas que ocorrem entre seres vivos, denominadas relações bióticas. Este tipo de interação representa uma relação biótica intraespecífica, ou seja, uma interação que ocorre entre indíviduos de diferentes espécies. 
Na interação establecida um dos indíviduos, o predador, alimenta-se de outros animais, ou parte destes, a presa, com o intuito de obter recursos necessários para a sua sobrevivência. O traço característico desta definição é que requer a existência de um ato comportamental do predador e a morte da presa.
Numa comunidade onde se establece a predação, esta pode ser representada por sinais de + e -, se forem respetivamente benéficas ou prejudiciais para o ser vivo. 
Os comportamentos de predação são variaveis conforme o ser vivo. Diversos predadores, nomeadamente os carnívoros, desenvolvem estragegias de caça diversificadas. Os predadores procuram ativamente e perseguem as suas presas ou armam emboscadas. Diversas classes de animais possuem essa estratégia para obtenção de alimentos. São exemplos deste comportamento os leões e a maioria dos outros carnívoros terrestres, assim como muitos peixes.
Tipicamente, os predadores são carnívoros que se alimentam de animais herbívoros, mas podem também ser omnívoros. Geralmente possuem os dentes afiados que ajudam na matança. Esses dentes podem ser pequenos em números, como nos tubarões, ou onças e outros felinos. Um tipo de predação específica, chamada canibalismo, indica que alguns animais se alimentam de outros da mesma espécie. Esse tipo de predação, muitas vezes visa reduzir a competição intraespecífica, mas por vezes incluem até mesmo os descendentes.

## Classificando predadores
Alguns critérios de classificação incluem a escolha das presas (sempre com relação custo-benefício mais favorável) e a coevolução ou pressão seletiva para o desenvolvimento de ambas as espécies (especialização x generalização). Vieira nos apresenta a seguinte classificação de predadores em relação à dieta:
- Monófagos: consomem apenas um tipo de presa;
- Oligófagos: consomem poucos tipos de presas;
- Polífagos: consomem diversos tipos de presas.

Monófagos têm sua abundância estreitamente vinculada à de sua presa, enquanto polífagos dificilmente são afetados por oscilações na disponibilidade das mesmas. Geralmente, polífagos são encontrados em área com muita vegetação, como p. ex. na Amazônia.
Classificação científica:
- Reino: Animalia
- Filo: Chordata
- Subfilo: Vertebrata
- Classe: Mammalia
- Subclasse: Theria
- Infraclasse: Placentalia
- Superordem: Laurasiatheria
- Ordem: Carnivora[5]

## Efeito da predação sobre população de presas
Em nível de população, os efeitos da predação nem sempre podem ser vistos como prejudiciais a uma população. As presas podem ser uma amostra aleatória, e os sobreviventes podem compensar (com a redução da competição por recursos, e a redução da taxa de predação por outros predadores) com aumento de crescimento, sobrevivência e reprodução.
Enquanto a predação é ruim para as presas apanhadas, pode ser boa para aquelas que não são (o impacto da predação com frequência é limitado por reações compensatórias entre os sobreviventes, como resultado da redução da competição intraespecífica).
A predação pode manter a densidade populacional das presas envolvidas, pois sendo elas espécies "inferiores" ao ponto de vista competitivo, sua quantidade de indivíduos pode diminuir, levando-as a extinção.

## Efeito do consumo sobre os consumidores
O aumento na quantidade de alimento (presas) consumido pelos predadores individuais (consumidores), eleva as taxas de crescimento, natalidade e sobrevivência deste, diminuindo sua taxa de mortalidade. 
Há casos em que as relações entre taxas de consumo e benefícios ao consumidor se distinguem: os animais necessitam certa quantidade de alimento para sua manutenção, de contrário, não são capazes de crescer e se reproduzir, afetando as futuras gerações. As taxas de natalidade, crescimento e sobrevivência não aumentam, à medida que aumenta a quantidade de alimento, os consumidores se tornam saciados. 
Quanto ao tempo de geração, os consumidores de geração curto tendem a seguir o ritmo da quantidade e abundância de seu alimento (presas), já os consumidores de geração longo demoram mais para responderem de suas presas e para recuperar-se quando reduzidos a densidades baixas.

## Alimentação
O termo preferência, por um tipo de alimento, é dito quando há abundância de tal alimento na dieta de um animal em relação ao ambiente em que ele vive, ou seja, é necessário não apenas analisar a dieta do animal (análise do conteúdo fecal por exemplo), mas também estimar a disponibilidade dos diferentes tipos de alimentos.
Há dois tipos de preferências: se diz qualitativa quando há uma preferência por itens mais valiosos entre os disponíveis (evidente em carnívoros); e a equilibrada quando há itens que proporcionam uma parte integral de uma dieta mista e equilibrada.
Na dieta mista, os consumidores aceitam alimentos de baixa qualidade, pois uma vez encontrados, preferem comer a continuar a busca. Outro benefício seria em questão de que alguns alimentos possuem produto químico tóxico indesejável e diferente que outros alimentos não possuem, mantendo as concentrações de todas essas substâncias dentro dos limites aceitáveis na sua ingestão.
Fundamentalmente entre predadores, pastejadores e parasitos, a semelhança é que cada um, na obtenção dos recursos de que necessita, reduz a fecundidade ou as chances de sobrevivência da presa e, portanto, pode diminuir a abundância dela. Quando o salgueiro-de-dunas-arenosas (Salix cordata) foi pastejado por um besouro alticíneo em dois anos distintos - 1990 e 1991 - houve redução na sua taxa de crescimento em ambos os anos, mas as consequências foram um pouco diferente. Somente em 1991 as plantas estiveram sujeitas também a uma estiagem rigorosa. Desse modo, foi apenas em 1991 que uma redução na taxa de crescimento traduziu-se em mortalidade de plantas.
O Efeito de predadores verdadeiros na sobrevivência dos indivíduos-presa é difícil der ser demostrado, pois eles morrem. Os exemplos a seguir ilustram que os efeitos de pastejadores e parasitos podem ser igualmente profundos, embora um tanto mais sutis.

## Exemplos de predador
- Armadeira do gênero Phoneutria (gr."assassina")
- Escorpião ordem Scorpiones
- Candiru (Vandellia cirrhosa)
- Cascavel gêneros Crotalus e Sistrurus
- Crocodilo (família Crocodylidae)
- Cão-doméstico(Canis lupus familiares)
- Coiote(Canis latrans)
- Diabo-da-tasmânia (Sarcophilus harrisii)
- Dragão-de-komodo (Varanus komodoensis)
- Gavião rapinantes das famílias Accipitridae e Falconidae
- Giganotossauro (Giganotossaurus carolinii)
- Harpia (Harpia harpyja)
- Hiena (Hyaenidae)
- Homem (Homo sapiens)
- Leão (Panthera leo)
- Lince-vermelho(Lynx rufus)
- Lobo ou lobo-cinzento (Canis lupus)
- Louva-a-deus ordem Mantodea
- Mamba-preta (Dendroaspis polylepis)
- Naja família Elapidae
- Orca (Orcinus orca)
- Onça-pintada (Panthera onca)
- Piranha subfamília Serrasalminae
- Puma(Puma concolor)
- Tarântula (Theraphosidae)
- Tigre (Panthera tigris)
- Tiranossauro (Tyrannosaurus rex);
- Tubarão-branco (Carcharodon carcharias)
- Urso-das-cavernas ( Ursus spelaeus)
- Spinosaurus
- Megalodon